# 埤子頭 (高雄市)
埤子頭，原寫為埤仔頭，是台灣高雄市左營區內的一個聚落，位於該區西部。相較於今日行政區，範圍大致包括埤東里、埤西里、埤北里、崇實里東部中段、廍南里南端、城南里西南部邊界地帶。

## 歷史

### 台灣清治時期
自明鄭時期即開始開發，清初因而將鳳山縣治設於埤仔頭地區。
埤仔頭街的形成最早約可追溯到乾隆年間，位於鳳山縣城北門外，船隻可從萬丹港(今左營軍港)經由南海溝(南海大溝)到達埤仔頭登岸進行商業貿易。今仍留存埤仔頭街、埤仔頭路之地名。

### 台灣日治時期
日治時期1920年臺灣地方改制，本地屬左營庄下的一個大字，名為埤子頭。

## 文化資產
- 鳳山縣舊城：含鎮福社、拱辰井（國定古蹟）

## 設施
- 鎮福廟、鎮福社、拱辰井（位於鳳山縣舊城北門外）。
- 左營第二公有市場（埤仔頭市場），昭和11年（1936年）設立[5]。